# Алачати
Алачати (тур. Alaçatı) је насеље у општини и округу Чешме.  Има 10.386 становника (2022).  Налази се на западној обали Турске, често познат по својој архитектури, виноградима и мору.
Алачати је један од најтрадиционалнијих градова у Турској, познат је по каменим кућама, уским улицама, бутик хотелима и ресторанима са столовима на улицама.  Ово подручје је такође дом за јахте и има своју луку, који су креирали француски архитекта Франсоа Споери и његов син Ив. 

## Историја
Алачати је постао османски град у 14. или 15. веку. Без обзира на то, Алачати су првобитно населили или основали Грци у 17. веку.  Муслиманско становништво је било само 132 од 13.845 становника 1895. Након пораза у Балканским ратовима, Османлије су спровеле програм протеривања и насилних миграција Грка Егејског региона и источне Тракије, чије присуство на овим просторима такође се сматрало претњом националној безбедности. Део грчког становништва које је преживело присилно уклањање вратило се 1919. за време грчке управе Смирне када је армија окупирала регион Измира. Међутим, након пораза Грчке у грчко-турском рату, већина је побегла од грчког геноцида, неколицина преосталих је убијена или побегла током спаљивања Смирне.  Присилно исељавање грчког становништва, већ у поодмаклој фази, претворено је у размену становништва потпомогнуту упитним међународним правним гаранцијама. 
Лозанским миром 1923. и спровођењем обавезне размене становништва, муслимани који су избегли са Крита, Тракије, Македоније и Додеканеза настанили су се у Алачати у кућама које су Грци напустили. Већина ових кућа и даље остаје у Алачатију као атракција за људе.

## Архитектура
Алачати има камене куће са обојеним прозорима и уске улице са тротоарима. У центру се налазе куће из османског периода; оне које су припадале Грцима разликују се по томе што имају додатни затворени балкон, прозор у ниши или кумба на турском. Затворени балкони обично су обојени лила или бледо плавим бојама. Град је проглашен за историјско место 2005.; објекти су добро заштићени. Новоизграђене куће се односе на некадашње архитектонске принципе отоманских кућа са агоре Алачати. 

## Култура
Искуства романописца Мехмета Џулума током његових путовања по региону инспирисала су га да напише свој други роман, Алачатили. Сам центар Алачатија познат је по виноградарству и винарству, јер су се фабрике вина прошириле широм региона Чешме, али је град недавно стекао славу својим развојем туризма, бутик хотелима и посебно једрењем на дасци.

## Фестивали
Фестивал зачинског биља Алачати одржава се сваке године у априлу и има за циљ да промовише природне методе у гастрономији и природној исхрани кроз увођење бројних сорти биља у овој области. Традиционални састојци и технике кувања славе се у време цветања биља специфичног за регион. 2017. Алачати је дочекао нови фестивал под називом „Kaybolan Lezzetler Festivali“, познат и као „Фестивал укуса који нестају“, који је настојао да сачува традиционалне рецепте који су пред изумирањем. Различити рецепти из различитих региона се истражују и бирају, а затим објављују кроз радионице, догађаје и такмичења са коначним циљем документовања уврнутих верзија традиционалних рецепата Алачатија у књизи. 

## Мастика
Мастика је природна смола која тече када се сече дрво мастике. Првобитно се мастика суши на сунцу у комаде, што резултира производњом провидне смоле. Када се жваће, смола омекшава и постаје светла природна бела и непрозирна гумена супстанца. Укус је у почетку горак, али након мало жвакања, ослобађа освежавајући укус налик на медитерански јаворов сируп, али има лепљиву текстуру од јаворовог сирупа.
Турска фондација за борбу против ерозије тла за пошумљавање и заштиту природних станишта, предводи пројекат заштите аутохтоних стабала мастике и садње нових на полуострву Чешме како би се оживела одржива комерцијална производња. Као део овог пројекта, засађено је преко 3000 садница мастика између 2008. и октобра 2011. на преко 149 хектара наменских пољопривредних површина које је обезбедио Технолошки институт у Измиру.  Од стабла мастике старог 15-50 година може се сакупити 300-350 грама мастике годишње. Стандардизација цена мастике је 100-120 евра по килограму. 
Традиционално, пудинг и сладолед од мастике би се конзумирали након вечере. Специјалитети направљени од мастике нуде се у целом Алачатију, као и у Чешмеу. Следе популарни градски деликатеси од мастике као што су турска кафа од мастике или турска кафа сервирана са мастиксом водом, пудингом од мастике, сладоледом од мастике, џемом од мастике, куглицама од мастике, као и сланим мезом од мастике артичоке. Локална посластичарница Imren изабрана је за представника културе мастике у граду. Imren се намножио на четири продавнице због велике потражње јер мештани више воле да једу код куће и после вечере имају сладолед. Продавница такође нуди бесплатну књигу о историји и производњи мастике. 

## Једрење на дасци
Бројни часописи о једрењу на дасци предлажу Алачати као најбоље место за почетнике да науче једрење на дасци због плитког залива у којем се почетници осећају безбедно. Залив Алачати који је познат као један од водећих светских залива за једрење на дасци са сталним и сталним ветром током целе године. Алачати такође нуди добре таласе за једрење на дасци слободним стилом када ветар дува са југа. Школе једрења на дасци испуњавају међународне стандарде нудећи материјал за вожњу кануом и једрење на дасци.

## Медијска покривеност
2004. документарни филм о граду је емитован на јапанском телевизијском програму чији је водитељ Нана Еикура. Од тада, град је привукао бројне азијске туристе.  Њујорк Тајмс је рангирао Алачати на 8. место међу најбољим местима за посету током 2010. 